# Terametopon levissimestriatus
Terametopon levissimestriatus är en skalbaggsart som beskrevs av Vienna 1987. Terametopon levissimestriatus ingår i släktet Terametopon och familjen stumpbaggar. Inga underarter finns listade i Catalogue of Life.